# Zalissea, Cemerivți
Zalissea (în ucraineană Залісся) este un sat în comuna Svirșkivți din raionul Cemerivți, regiunea Hmelnîțkîi, Ucraina.

## Demografie
Componența lingvistică a localității Zalissea
     Ucraineană (99,23%)
     Alte limbi (0,77%)
Conform recensământului din 2001, majoritatea populației localității Zalissea era vorbitoare de ucraineană (99,23%), existând în minoritate și vorbitori de alte limbi.